# 牧月30日政变
牧月30日政变（法語：Coup d'État du 30 prairial an VII)，或曰议会的复仇（法語：revanche des conseils），是发生在1799年6月18日（即共和历牧月30日）的法国的一场和平政变。这场政变使得埃马纽埃尔-约瑟夫·西哀士成为法国政府的首要人物，并预示着雾月政变的到来。

## 前奏
1799年3月至4月，上下议院315名新代表选举产生，新雅各宾派占据了多数，特别是在五百人院。新的五百人院对督政们在战争中的所作所为感到不满，尤其对督政官召回雅各宾党前成员让-艾蒂安·瓦希耶·尚皮奥内将军一事感到耿耿于怀。
元老院（上议院）和五百人院投票，认定督政官让-巴蒂斯特·特雷亚尔的选举结果非法，并在牧月29日（六月17日）将他换成了路易-热罗姆·戈耶，后者是一名前雅各宾派议员，且在国民公会时期担任过部长。

## 政变
但五百人院并不满足于仅仅移除一位督政。新上任的反雅各宾派督政官西哀士在一定程度上与五百人院意见相同，同时也认为此举可以帮助到他自己。所以他很高兴看见自己的同僚下台，也乐于和五百人院合作来达到自己的目的。随后，五百人院的温和派议员安托万·布莱·德拉默尔特便要求路易·马里·德·拉雷韦利埃-莱波和菲利普-安托万·梅兰·德·杜艾下台。他的要求不仅很快被五百人院和元老院接受，而且西哀士和保罗·巴拉斯也表达了他们的赞同。
当雷维耶和杜艾抵抗之时，最新任命的巴黎第17师师长巴泰勒米·卡特林·儒贝尔将军在巴黎组织了一场士兵运动。到了晚上，雷维耶和杜艾不得不辞职。他们的职位由温和左派的罗歇·迪科和让-弗朗索瓦-奥古斯塔-穆兰接任。
尽管这一系列事件并未违反共和三年宪法，但仍被视为一场政变。